# 武当镇
武当镇，是中华人民共和国江西省赣州市龙南市下辖的一个乡镇级行政单位。

## 行政区划
武当镇下辖以下地区：
新街社区、岗上村、石下村、横岗村和大坝村。